# Comuna Sosnivka, Hluhiv
Sosnivka (în ucraineană Соснівка) este o comună în raionul Hluhiv, regiunea Sumî, Ucraina, formată din satele Katerînivka și Sosnivka (reședința).

## Demografie
Componența lingvistică a comunei Sosnivka
     Rusă (68,58%)
     Ucraineană (30,97%)
     Alte limbi (0,33%)
Conform recensământului din 2001, majoritatea populației comunei Sosnivka era vorbitoare de rusă (68,58%), existând în minoritate și vorbitori de ucraineană (30,97%).